# ステークス (ステーキ店)
株式会社ステークスは、かつて「KENNEDY」の名前でステーキ店を展開していた日本の企業。

## 概要
1998年1月に個人経営のステーキ店として「KENNEDY」1号店が開業。アメリカンスタイルで手軽にステーキが食べられるということで人気を博し、2002年1月に法人に改組。首都圏において次々と「カフェ感覚で気軽にステーキ」のモットーで店舗を展開していき、2008年の時点では約40店舗を展開していた。同時にマスコミにも取り上げられるようになり、当時の社長は「首都圏で100店のチェーン展開を目指す」と語っていた。
2005年に創業者であった社長が退任し、社長の父親が会長に就任。社長の妹が後任の社長に就任。子会社を設立してそちらに店舗運営を任せ、店舗の管理や展開、対外的な交渉は当時の会長が行った。後任の社長はブランドイメージの制作を担当した。
全盛期は店舗によって雰囲気が異なる内装、中目黒の2店舗目に命名された「ケネディ宇宙センター」店という奇抜な店名、実験的な店舗で取り入れたシルクハットや蝶ネクタイといった奇抜な制服で注目を集めた。
2010年には拡大戦略を休止し、2年間のクールダウンを経て2012年に拡大路線を再開。
「KENNEDY」自体は家族でステーキを食べるという業態であったために、競合店であるペッパーフードサービスが2013年より展開している立食ステーキ店「いきなり!ステーキ」の台頭などで売り上げが低迷し、一人ステーキなどのブームに乗り遅れてしまう。一時期「KENNEDY」全店舗の3割程度の近隣にいきなり!ステーキの店舗を出店されるなど、完全にいきなり!ステーキに包囲されていた。打開策として20%から50%の値引きを行い、2014年12月期では約17億6700万円の売り上げを記録した。だが、こうした安売り依存体質からステークスは元々損益分岐点ギリギリの利益水準であったといい、2015年12月期以降は値引戦略を取りやめたことで、収益はさらに悪化していき、高価格帯ブランドの「NOUVELLE KENNEDY」の展開、不採算店舗の閉鎖などを行ったが、同業他社と異なり、全店舗が直営店であったために賃料負担が重荷となり財務状況は悪化し、取引先への支払いの延滞も頻発するなど経営改善には至らず、2017年1月には取引金融機関から返済猶予を受けた。
その後も売り上げは回復せず、2017年5月に本社を目黒区中目黒から品川区平塚へ移転したが、2017年10月1日に全27店舗を閉鎖して事業停止。翌10月2日に東京地方裁判所に破産を申請し、破産手続開始決定を受けた。関連会社の有限会社ナカジも同日に東京地裁から破産手続開始決定を受けた。
ナカジは2018年4月3日に、ステークスは同年7月2日にそれぞれ法人格が消滅した。

## 店舗
経営破綻時点では、東京都内に26店舗、横浜市に1店舗を展開していた。